# Nedim Remili
Nedim Remili (født 18. juli 1995 i Créteil) er en fransk håndboldspiller, der til dagligt spiller for klubben Paris Saint-Germain Handball i Frankrig.